# 万町 (名古屋市)
万町（まんちょう）は、愛知県名古屋市中川区にある町名。丁番を持たない単独町名である。住居表示未実施。

## 地理
名古屋市中川区の中央部の北側に位置し、東は小本、西は八田町、南は上高畑、北は柳森町に接する。

## 歴史

### 町名の由来
『尾張国地名考』には「始めより字音にして尤後世の地名なり　吉澤好謙曰、條理町反の文字は戸令より出たり」と記載されており、条里制の名残の地名との説を唱えている。

### 万町遺跡
当地周辺には「万町遺跡」と呼ばれる遺跡があり、須恵器や中世の陶器が出土したのだという。

### 万町村
江戸時代、当地周辺は愛知郡万町村であった。萬町村とも表記された。万町村は、現在の万町の全域と小本、上高畑、柳森町、八田町の各一部に当たる。万町村は、尾張藩領、大代官所支配地で、宮宿の助郷村であった。『尾張徇行記』によれば、当時の万町村では専ら農業が行われており、石高に対して家数が多かったため労働力は十分であったという。兼業としてフトイで筵も生産していた。また竹や木は少なかったとしている。『寛文村々覚書』によると、万町村は本田概高238石、家数17、人口109、馬6匹。228石が藩士8人の給地であり、給人として熊谷門太郎などが挙げられている。
万町村は、1889年（明治22年）に合併により柳森村大字万町となった。その後1906年（明治39年）に常磐村大字万町となり、1921年（大正10年）に名古屋市に編入されて中区万町となった。

### 行政区画の沿革
- 1889年（明治22年）10月1日 - 愛知郡万町村が合併に伴い、同郡柳森村大字万町となる[5]。
- 1906年（明治39年）5月10日 - 合併に伴い、愛知郡常磐村大字万町となる[5]。
- 1921年（大正10年）8月22日 - 合併に伴い、名古屋市中区万町となる[5]。
- 1937年（昭和12年）10月1日 - 中川区編入に伴い、同区万町となる[5]。
- 1980年（昭和55年）
  - 9月7日 - 一部が上高畑二丁目[6]・柳森町[7]に編入される。
  - 9月21日 - 八田町・小本町・柳森町・上高畑一丁目・高畑二丁目にそれぞれ編入される[3]。
- 1982年（昭和57年）8月29日 - 一部が小本一丁目に編入される[7]。

### 字一覧
万町の前身である万町村には小字が存在した。1882年（明治15年）時点での万町村の小字は以下の通り。小字はすべて消滅している。
| 字     | 読み         | 備考 |
| ------ | ------------ | ---- |
| 郷字   | ごうあざ     |      |
| 丸島   | まるしま     |      |
| 角出   | すみて       |      |
| 東田面 | ひがしためん |      |
| 前並   | まえなみ     |      |
| 平田   | ひらた       |      |

## 世帯数と人口
2019年（平成31年）2月1日現在の世帯数と人口は以下の通りである。
| 町丁 | 世帯数  | 人口  |
| ---- | ------- | ----- |
| 万町 | 459世帯 | 937人 |

### 人口の変遷
国勢調査による人口の推移
| 1995年（平成7年）  | 836人 | [ WEB 5 ] |  |
| 2000年（平成12年） | 819人 | [ WEB 6 ] |  |
| 2005年（平成17年） | 828人 | [ WEB 7 ] |  |
| 2010年（平成22年） | 855人 | [ WEB 8 ] |  |
| 2015年（平成27年） | 960人 | [ WEB 9 ] |  |

## 学区
市立小・中学校に通う場合、学校等は以下の通りとなる。また、公立高等学校に通う場合の学区は以下の通りとなる。
| 番・番地等 | 小学校               | 中学校               | 高等学校 |
| ---------- | -------------------- | -------------------- | -------- |
| 全域       | 名古屋市立常磐小学校 | 名古屋市立長良中学校 | 尾張学区 |

## 交通
- 愛知県道190号名古屋一宮線（八田街道）

## 施設
- 万町公園
- 神明社

## その他

### 日本郵便
- 郵便番号 : 454-0872[WEB 2]（集配局：中川郵便局[WEB 12]）。

### WEB
1. 1 2  “町・丁目(大字)別、年齢(10歳階級)別公簿人口(全市・区別)”.   名古屋市 (2019年2月20日). 2019年2月20日閲覧。
2. 1 2  “郵便番号”.  日本郵便. 2019年2月10日閲覧。
3. ↑  “市外局番の一覧”.   総務省. 2019年1月6日閲覧。
4. ↑  “中川区の町名一覧”.   名古屋市 (2015年10月21日). 2019年2月13日閲覧。
5. ↑  総務省統計局 (2014年3月28日). “平成7年国勢調査の調査結果(e-Stat) - 男女別人口及び世帯数 －町丁・字等” (CSV). 2019年4月27日閲覧。
6. ↑  総務省統計局 (2014年5月30日). “平成12年国勢調査の調査結果(e-Stat) - 男女別人口及び世帯数 －町丁・字等” (CSV). 2019年4月27日閲覧。
7. ↑  総務省統計局 (2014年6月27日). “平成17年国勢調査の調査結果(e-Stat) - 男女別人口及び世帯数 －町丁・字等” (CSV). 2019年4月27日閲覧。
8. ↑  総務省統計局 (2012年1月20日). “平成22年国勢調査の調査結果(e-Stat) - 男女別人口及び世帯数 －町丁・字等” (CSV). 2019年4月27日閲覧。
9. ↑  総務省統計局 (2017年1月27日). “平成27年国勢調査の調査結果(e-Stat) - 男女別人口及び世帯数 －町丁・字等” (CSV). 2019年4月27日閲覧。
10. ↑  “市立小・中学校の通学区域一覧”.   名古屋市 (2018年11月10日). 2019年1月14日閲覧。
11. ↑  “平成29年度以降の愛知県公立高等学校（全日制課程）入学者選抜における通学区域並びに群及びグループ分け案について”.   愛知県教育委員会 (2015年2月16日). 2019年1月14日閲覧。
12. ↑  郵便番号簿 平成29年度版 - 日本郵便. 2019年02月10日閲覧 (PDF)

### 書籍
1. 1 2  津田正生 (1916年). “尾張国地名考 国立国会図書館デジタルコレクション”.   愛知県海部郡教育会. 2021年7月12日閲覧。41ページ。
2. ↑  林英夫 1981, p. 198.
3. 1 2  名古屋市計画局 1992, p. 819-821.
4. 1 2 3 4 5 6 7  「角川日本地名大辞典」編纂委員会 1989, p. 1262.
5. 1 2 3 4  名古屋市計画局 1992, p. 820.
6. ↑  名古屋市計画局 1992, p. 819.
7. 1 2  名古屋市計画局 1992, p. 821.
8. ↑  名古屋市計画局 1992, p. 905.